# Gottlieb Hiller

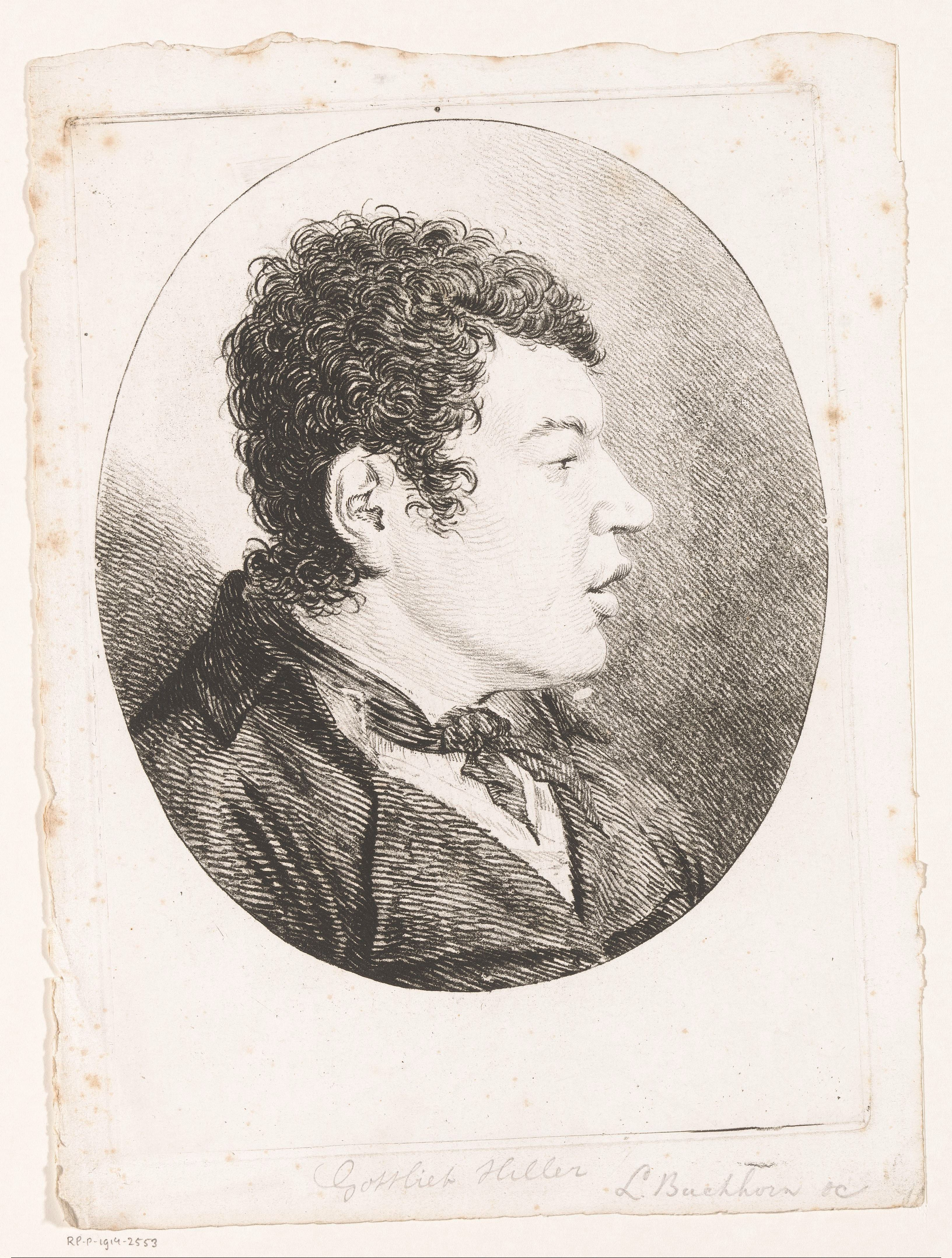
Gottlieb Hiller (porträtiert von Ludwig Buchhorn)

Johann Gottlieb Hiller auch Théophile Hiller (* 15. Oktober 1778, anderes Datum 20. Oktober 1778 oder 21. Oktober 1778 in Landsberg bei Leipzig; † 9. Januar 1826 in Bernau bei Berlin) war ein deutscher Tagelöhner und Schriftsteller.

## Leben

### Familie
Gottlieb Hiller war der Sohn des Fuhrmanns Hansjörge Hiller, der kurz nach seiner Geburt bereits verstarb; 1780 heiratete seine Mutter Evemike (geb. Vogelgesang) († 25. Dezember 1813) den Tagelöhner Andreas Belger aus dem Fürstentum Anhalt-Köthen und er wuchs darauf in Köthen auf.
In Königsberg heiratete er Anna.
Später wurde er Privatier anfangs in Ratibor in Oberschlesien und in seinen letzten Lebensjahren in Bernau bei Berlin.

### Werdegang
Bereits in jungen Jahren half Gottlieb Hiller seinen Eltern bei der Feldarbeit und musste im Sommer Ähren lesen und im Winter Holz spalten.
Er besuchte anfangs die Stadtschule in Köthen und darauf für kurze Zeit die dortige Lateinschule.
Er entwickelte die Begabung, bereits im Alter von zehn Jahren seine Einfälle in Reime umzusetzen, mit denen er sich einen weiteren Erwerb verschaffen konnte, indem er Kindtaufen-, Hochzeits- und Trauergedichte schuf.
1793 kam er zu einem Fuhrmann, dem er bis 1798 als Knecht auf dessen Reisen diente, jedoch musste er dann bei seinen Eltern zu Hause bleiben, um diese mit seiner Arbeitskraft zu unterstützen. In dieser Zeit begann er im Winter Taubennester und Fußmatten zu flechten und im Sommer Lehmsteine zu streichen. Während seiner beruflichen Tätigkeit als Flechter begann er Gedichte zu entwickeln, die er darauf in seiner Freizeit niederschrieb.
In seiner Freizeit suchte er weiterhin jede Gelegenheit zum Lesen; hierbei fand er die Unterstützung eines Bürgers ein Köthen, der ihm die Schriften von Christoph Martin Wieland überließ, worauf sich seine dichterische Anlage entwickelte. Nachdem er 1801 ein Gedicht über eine grüne Schote veröffentlicht hatte, machte er die Bekanntschaft mit mehreren Gelehrten aus Köthen, die ihn weiter empfahlen, worauf er häufig aufgefordert wurde, zu dichten. Durch weitere Veröffentlichungen, die teilweise mehrfach aufgelegt wurden, erhielt er bereits nach kurzer Zeit 500 Taler, da die Fürsten von Anhalt und andere Musenfreunde es über Gebühr vergüteten. Dies führte unter anderem dazu, dass Fürst August Christian ihn rufen und reich beschenken ließ.
Mit der Unterstützung des Kanzleisekretärs Ludwig Gustav Baentsch (1774–1830), der ein Cousin des Theologen Lebrecht Ludwig Baentsch war, wurde er einem größeren Publikum vorgestellt, und dieser ließ auch seine ersten Gedichte drucken.
Er begab sich auf Gastreise und begann diese in Halberstadt. Mitte Mai 1802 besuchte er den Dichter Johann Wilhelm Ludwig Gleim und den Domprediger Christian Friedrich Bernhard Augustin in Halberstadt sowie den Domherrn Friedrich Eberhard von Rochow auf Schloss Reckahn. Der Dichter und Jurist Klamer Eberhard Karl Schmidt lud ihn zu sich ein und während des Essens wurde Gottlieb Hiller durch die neunjährige Tochter des Gastgebers mit einem Blumenkranz geschmückt, die ihn dadurch feierlich zum Dichter weihte. Er erhielt auch eine Einladung an die Tafel des Reichsgrafen Christian Friedrich zu Stolberg-Wernigerode, an der er den Dichter und Juristen Graf Friedrich Leopold zu Stolberg-Stolberg kennenlernte. Während eines Essens bei Prinz Louis Ferdinand von Preußen auf dessen Schloss in Schricke bei Zielitz lernte er den Komponisten Friedrich Heinrich Himmel kennen.
Nach diesem Besuch in Schricke trat er eine Reise nach Potsdam und Berlin an. In Potsdam wurde er, kurz nach seiner Ankunft, durch den damaligen Major Karl Friedrich von dem Knesebeck dem General Ernst von Rüchel vorgestellt, der ihn an die Familientafel lud. Durch die Verwendung von Ernst von Rüchel erhielt er eine Audienz beim König Friedrich Wilhelm III. und der Königin Luise, denen er einige seiner Gedichte vortrug und aus seinem Leben berichtete; später ließ er der Königin ein von ihm geflochtenes Taubennest zukommen.
In Berlin wurde er durch den Oberrechnungsrat George Friedrich Peter Tismar (1763–1822) zu einem Essen eingeladen, an dem verschiedene Zeitungsredakteure teilnahmen. Nachdem er den Intendanten August Wilhelm Iffland kennengelernt hatte, gewährte ihm dieser freien Theaterzutritt, dazu lernte er die Philosophen Johann Erich Biester, August von Kotzebue und Johann Gottlieb Fichte kennen. 
Von Berlin reiste er nach Frankfurt an der Oder und darauf über Magdeburg wieder nach Köthen zurück; sein Mäzen Gebhard Anton von Krosigk ließ ihn das letzte Stück mit einem Vierergespann von Hohenerxleben nach Köthen zurücklegen. 
Auf seiner Reise erhielt er die Unterstützung einiger Subskribenten; er hatte zahlreiche Vorbestellungen mit einer Anzahlung für seinen ersten Band gesammelt, sodass die an den Anfang des Werkes gesetzte Liste der Pränumeranden (im Voraus zu zahlen) 58 Seiten umfasste. Mit der Veröffentlichung gelang es ihm, die Schulden seiner Eltern zu bezahlen.
Seine Gedichte und Selbstbiographie erschienen 1805 in Köthen, und 1808 veröffentlichte er als zweiten Teil seiner Gedichte den Band Reise durch einen Theil von Sachsen, Böhmen, Oestreich und Ungarn, von dem 1822 die vierte Auflage in Königsberg erschien. In seiner Reisebeschreibung schildert er unter anderem die Vorstellung bei Kaiser Franz II. in Wien, dem er ein Gedicht auf die neue österreichische Kaiserwürde überreichte.
Auch Johann Wolfgang von Goethe nahm seine Gedichte in einer Rezension in der Jenaischen allgemeinen Literaturzeitung mit einem billigen Urtheil auf.

## Ehrungen und Auszeichnungen
Im Geburtsort Landsberg wurde die Hillerstrasse nach Gottlieb Hiller benannt.

## Mitgliedschaften
Gottlieb Hiller wurde als Mitglied in die Lesegesellschaft in Köthen aufgenommen.

## Schriften (Auswahl)
- Gottlieb Hillers Gedichte und Selbstbiographie. Köthen 1805.
- Gottlieb Hillers Reise durch einen Theil von Sachsen, Böhmen, Oesterreich und Ungarn: als zweiter Theil seiner Gedichte und Selbstbiographie. Köthen, 1807.
- Gedichte und Leben. Breslau 1818.